# Palazzo dell'Università degli Studi di Napoli Federico II
Il Palazzo dell'Università degli Studi di Napoli Federico II (in ambito universitario semplicemente Sede centrale) è un imponente edificio neobarocco di Napoli, che si apre lungo corso Umberto I, ad angolo con via Mezzocannone. È sede del Rettorato, degli Organi di Governo e in generale della Direzione dell'ateneo; oltre che del Dipartimento di Giurisprudenza e di Lettere.
Fu eretto tra il 1897 ed il 1908 su progetto degli architetti Pierpaolo Quaglia e Guglielmo Melisurgo.

## Storia
All'origine dell'opera di realizzazione del Palazzo dell'Università vi fu l'aumento considerevole della popolazione studentesca, che dal 1875 al 1886 raddoppiò. Per questo motivo bisognava mettere in atto una generale opera di sistemazione ed ampliamento del complesso universitario, sito presso la Casa del Salvatore, carente di attrezzature e ormai inadeguato. Oltre a ristrutturare gli edifici gesuitici, su cui insisteva il complesso universitario, bisognava creare nuove sedi. Nell'ambito del Risanamento fu creato all'uopo un progetto, firmato dagli architetti Pierpaolo Quaglia e Guglielmo Melisurgo, che prevedeva la costruzione, a valle del complesso universitario (nel'area un tempo denominata di San Pietro a Fusariello) e prospiciente il neo corso Umberto I, di tre edifici che avrebbero formato corpo unico, nei quali avrebbero trovato posto il Rettorato, le Facoltà di Lettere e di Giurisprudenza e gli Istituti di Chimica e di Fisica. Il nuovo corpo di fabbrica si sarebbe poi collegato al retrostante complesso mediante una monumentale scala (chiamata Scalone della Minerva), che si originava nel cortile del Palazzo dell'Università e terminava nel cortile gesuitico, superando un dislivello di più di 7m. Gli elaborati di massima furono presentati nell'aprile 1893 al ministro dell'Istruzione Pubblica Ferdinando Martini. All'apertura dell'anno accademico (1894-1895) i grafici furono esposti al pubblico nella sala della Biblioteca Universitaria, insieme con un modello in gesso. I grafici esecutivi, insieme con i computi metrici, furono redatti dal Quaglia per l'aspetto formale e dal Melisurgo per quello strutturale; furono presentati al Genio Civile nell'aprile del 1896.
La prima pietra dell'edificio fu posta il 18 ottobre 1896 dal principe di Napoli Vittorio Emanuele, futuro re d'Italia, ma nonostante ciò non si era ancora raggiunto un accordo definitivo sulla facciata: solamente nell'aprile del 1898 venne approvata, da una commissione istituita appositamente dal Ministero dei Lavori Pubblici, la variante definitiva (la quinta) presentata dal Melisurgo. I lavori, diretti dall'ingegnere del Genio Diego Blesio e dal professore Francesco Lomonaco, terminarono nel 1908.
Il Palazzo non subirà modifiche, sia nella parte strutturale che in quella decorativa, sino al 1943: difatti l'edificio, prima gravemente danneggiato dai bombardamenti da parte degli Alleati durante la Seconda guerra mondiale, venne in seguito incendiato dai tedeschi in ritirata il 12 settembre 1943 per poi essere requisito e occupato dagli Alleati, il che, finita la guerra, rese d'obbligo l'opera di ristrutturazione/ricostruzione dello stesso. L'edificio subirà un nuovo intervento negli anni ottanta per riparare i danni causati dal sisma.

## Descrizione

### Esterno

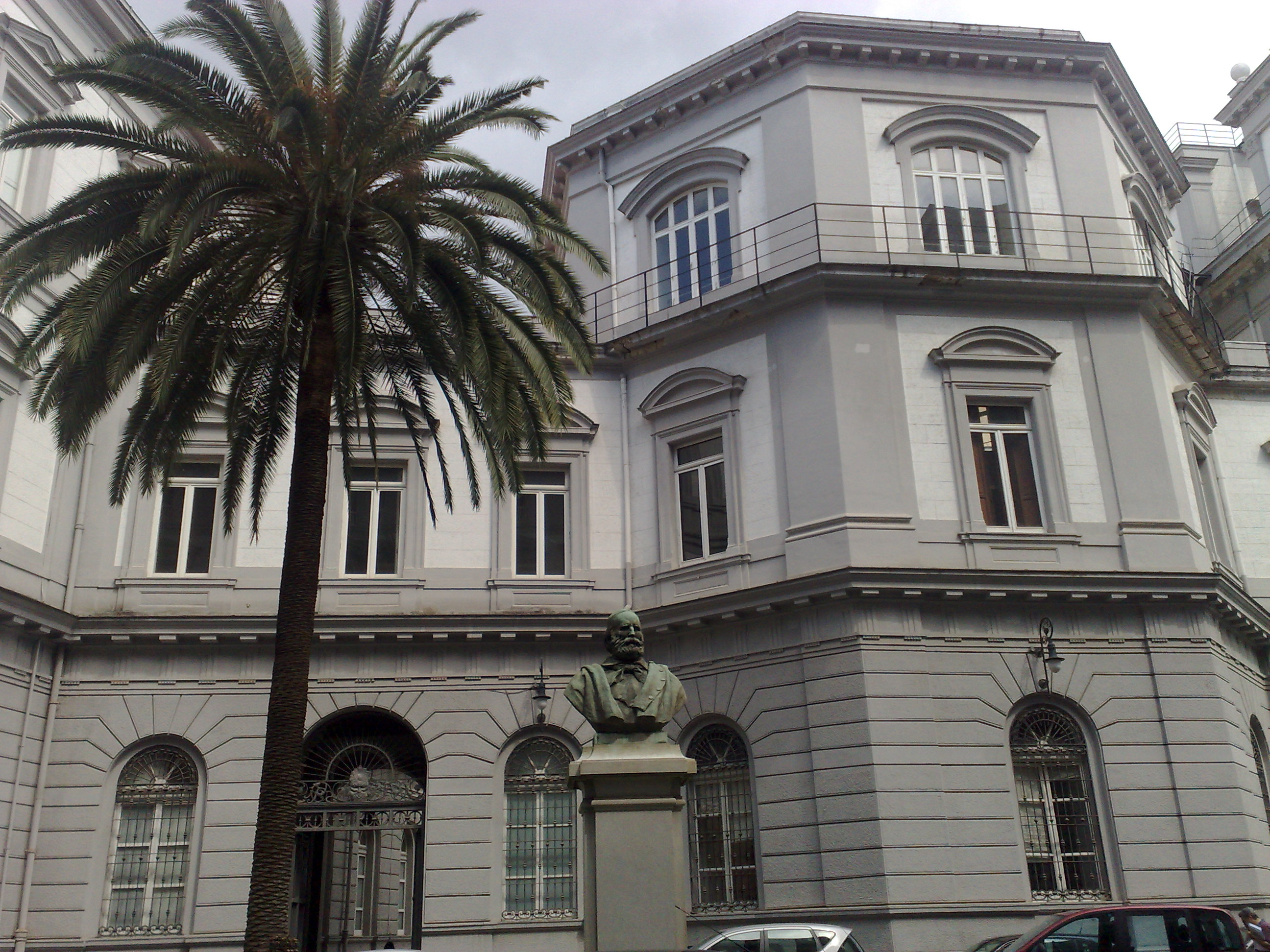

Il Palazzo dell'Università degli Studi di Napoli Federico II si sviluppa su un fronte di 120m prospiciente il corso Umberto I. L'edificio si sviluppa su tre livelli e presenta due ordini. Il primo è il basamento, che si sviluppa per tutto il primo piano, ed è in bugnato e presenta ampie vetrate arcuate ad intervalli regolari. Il secondo ordine coincide col secondo ed il terzo piano dell'edificio: esso presenta uno sfondo composto da lastre di travertino di Bari interrotto da lesene corinzie in piperno, che l'attraversano per tutta l'altezza, e da una fascia orizzontale, sempre in piperno, che divide i due piani; l'ordine è inoltre scandito da due file di finestre recante uno timpani in piperno curvi, l'altro triangolari.

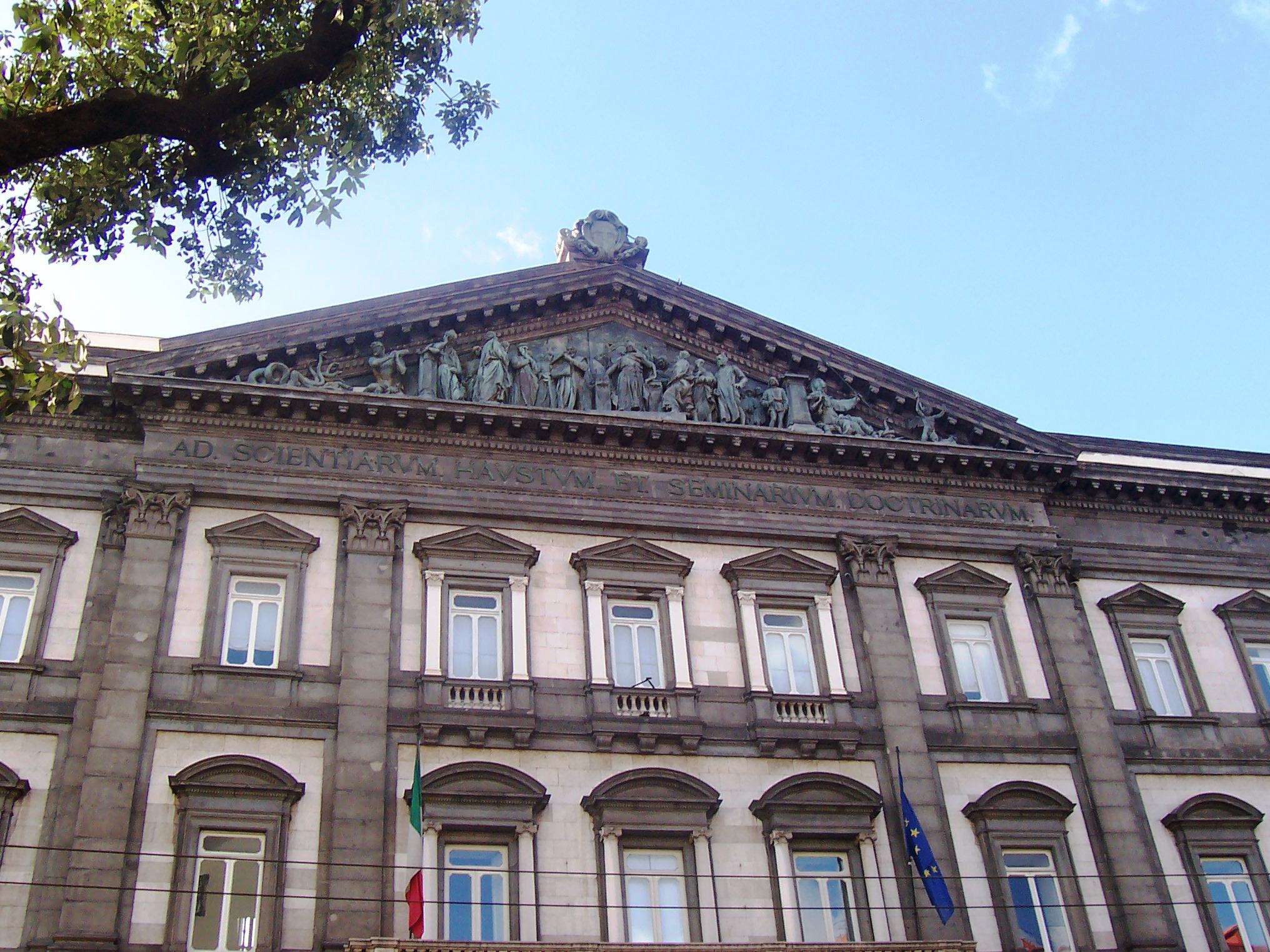
Frontone centrale con in evidenza il motto dell'ateneo

La facciata presenta una parte centrale leggermente aggettante così come le parti estreme, e sono coronate da frontoni, mentre le due intermedie presentano un attico continuo. Il frontone centrale presenta un altorilievo in bronzo, opera di Francesco Jerace, raffigurante l'imperatore Federico II di Svevia che istituisce la prima Università nel suo Regno con le principali figure del tempo (tra cui Pier della Vigna, illustre giurista che contribuì all'organizzazione dello Studium di Napoli), mentre i frontoni estremi presentano raffigurazioni di allegorie. Nei frontoni laterali, ovvero su via Mezzocannone e via Tari, sono inseriti altorilievi in bronzo di Achille D'Orsi raffigurante in uno Giambattista Vico che insegna la Scienza Nuova e nell'altro Giordano Bruno dinanzi al Tribunale dell'Inquisizione. L'architrave aggettante della parte centrale reca il motto dell'ateneo partenopeo: Ad Scientiarum Haustum et Seminarium Doctrinarum ("alla fonte delle scienze e al vivaio dei saperi").

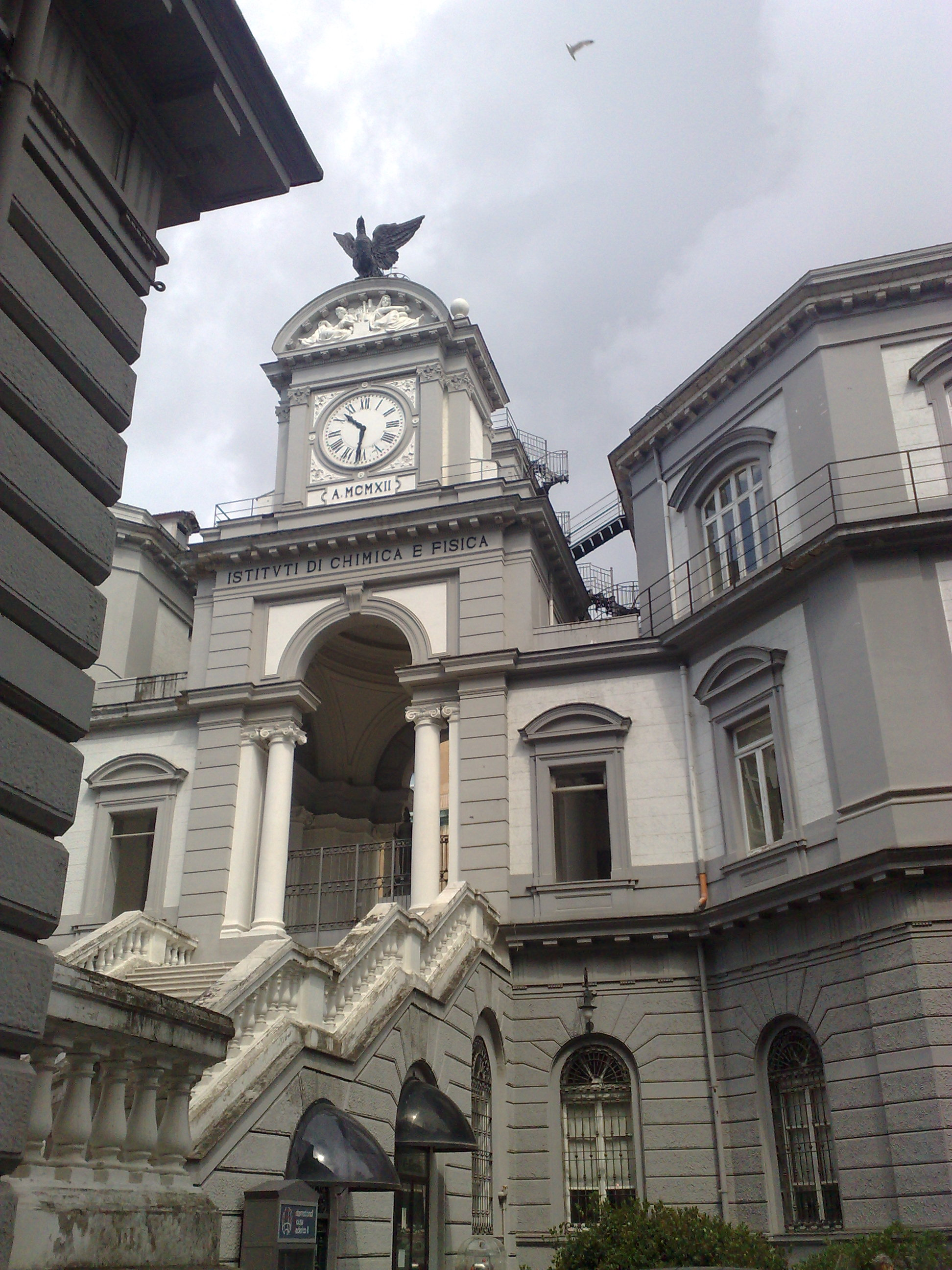
Cortile interno

L'ingresso, preceduto da una scalinata in marmo fiancheggiata da due sfingi in piperno (opere di Alberto Ferrer e Domenico Pellegrino), è stato concepito a guisa di arco trionfale; è costituito da tre aperture arcuate, dotate di cancellate in ferro, recante gli stemmi delle province del Regno di Napoli, è sovrastato da un loggiato ionico corrispondente all'Aula Magna. In corrispondenza del cancello centrale dell'ingresso è presente una soglia/targa commemorativa in ricordo di un marinaio italiano fucilato proprio su quella soglia, per rappresaglia dai tedeschi, durante le Quattro giornate di Napoli.

### Interno

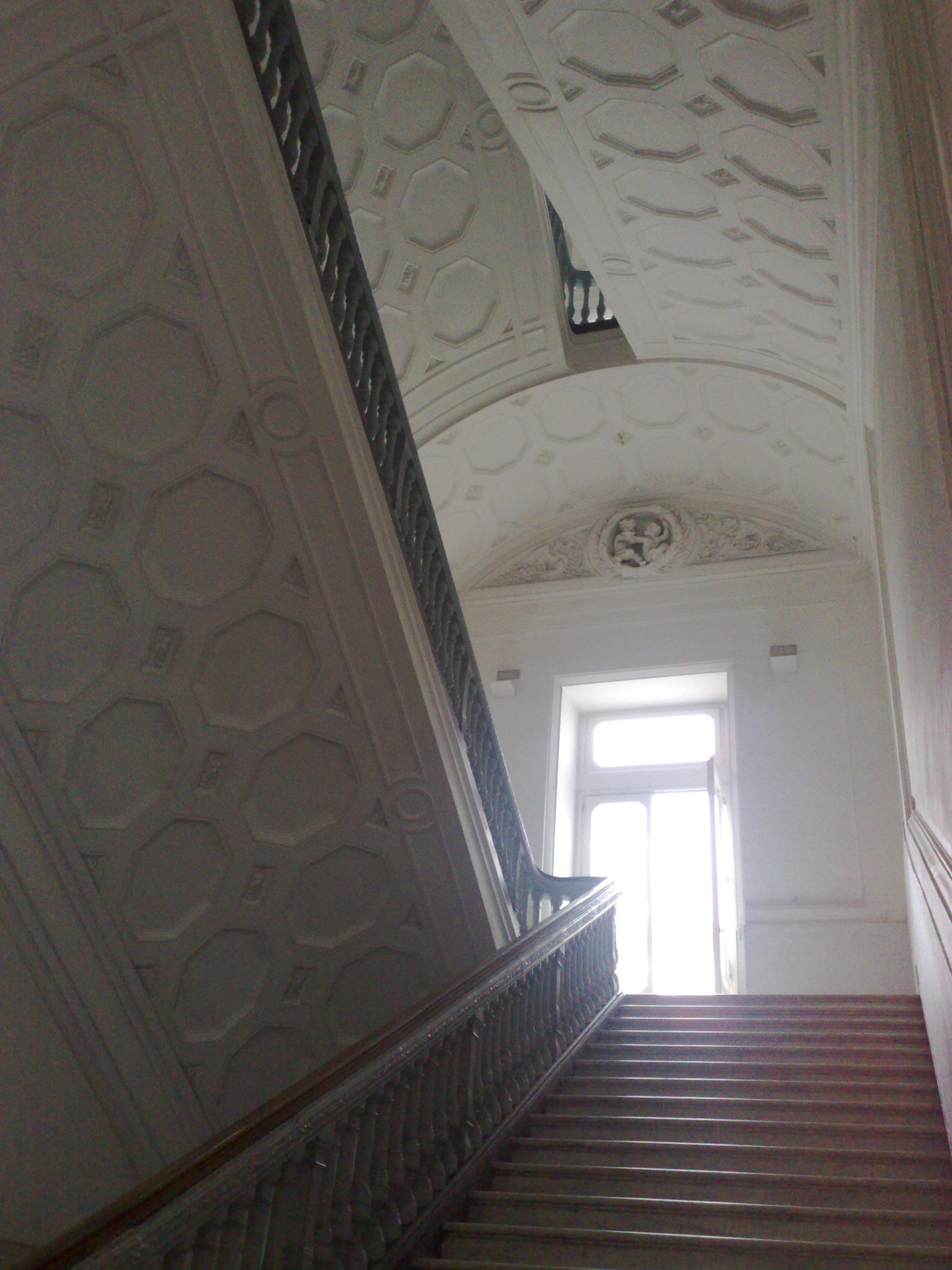
Scalone a volta rampante con cassettoni ottagonali

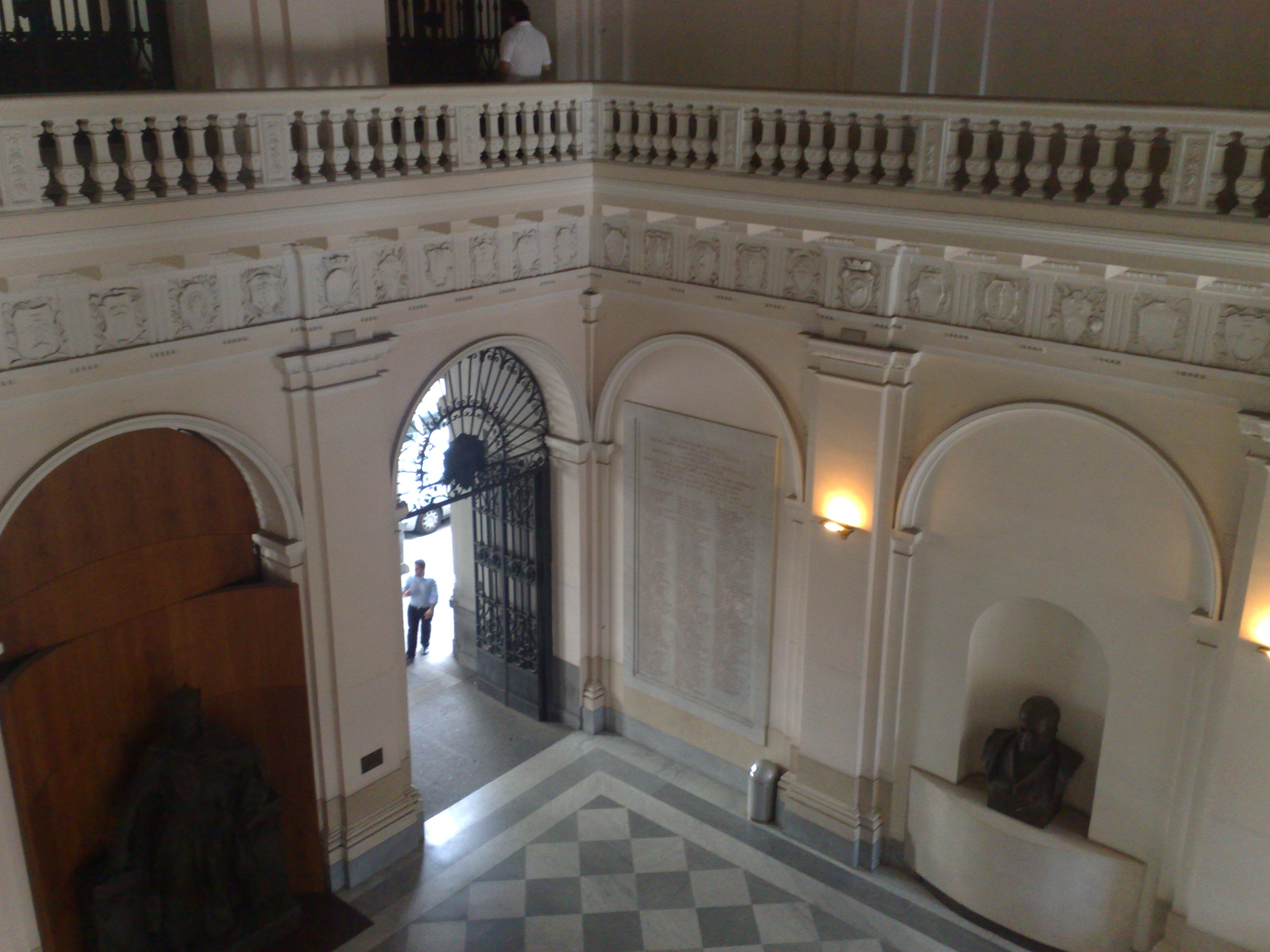
Piano terra

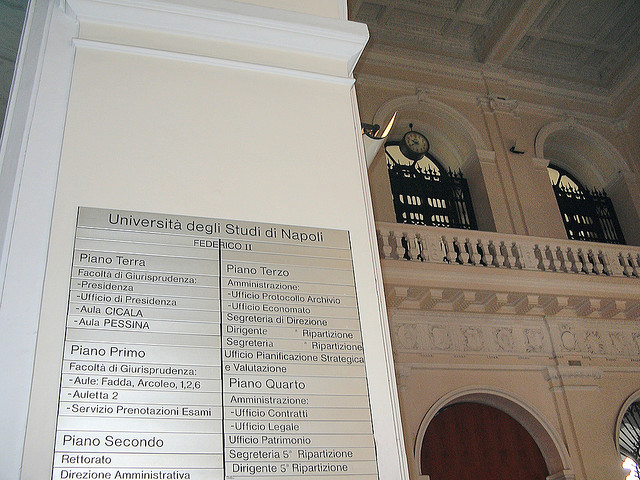

## Trasporti
La Sede Centrale dell'ateneo federiciano è raggiungibile tramite:
- Linea 1, stazione Università, stazione Duomo
- Linee 460, 202, N2, N3, R2, C57, E1, E2, R2
- Linee 001, 002, 010
- Linee 5000, 5370